# Alemania Occidental en los Juegos Olímpicos de Montreal 1976
Alemania Occidental estuvo representada en los Juegos Olímpicos de Montreal 1976 por un total de 290 deportistas que compitieron en 20 deportes.  
El portador de la bandera en la ceremonia de apertura fue el jinete Hans Günter Winkler.

## Medallistas
El equipo olímpico alemán obtuvo las siguientes medallas:
| Nombre | Deporte            | Competición                      |
| --- | ------------------ | -------------------------------- |
| Oro |                    |                                  |
| Annegret Richter                                                                                              | Atletismo          | 100 m F                          |
| Gregor Braun                                                                                                  | Ciclismo en pista  | Persecución ind. M               |
| Gregor Braun Hans Lutz Günther Schumacher Peter Vonhof                                                        | Ciclismo en pista  | Persecución por eqs. M           |
| Alexander Pusch                                                                                               | Esgrima            | Espada ind. M                    |
| Thomas Bach Matthias Behr Harald Hein Klaus Reichert Erk Sens-Gorius                                          | Esgrima            | Florete por eqs. M               |
| Harry Boldt (Woycek) Reiner Klimke (Mehmed) Gabriela Grillo (Ultimo)                                          | Hípica             | Doma por eqs.                    |
| Alwin Schockemöhle (Warwick Rex)                                                                              | Hípica             | Saltos ind.                      |
| Karl-Heinz Smieszek                                                                                           | Tiro               | Rifle en posición tendida 50 m M |
| Eckart Diesch Jörg Diesch                                                                                     | Vela               | Flying Dutchman M                |
| Harro Bode Frank Hübner                                                                                       | Vela               | 470 M                            |
| Plata |                    |                                  |
| Guido Kratschmer                                                                                              | Atletismo          | Decatlón M                       |
| Annegret Richter                                                                                              | Atletismo          | 200 m F                          |
| Inge Helten Annegret Kroniger Elvira Poßekel Annegret Richter                                                 | Atletismo          | 4 × 100 m F                      |
| Marion Becker                                                                                                 | Atletismo          | Jabalina F                       |
| Hans-Jürgen Hehn                                                                                              | Esgrima            | Espada ind. M                    |
| Reinhold Behr Volker Fischer Hans-Jürgen Hehn Hanns Jana Alexander Pusch                                      | Esgrima            | Espada por eqs. M                |
| Harry Boldt (Woycek)                                                                                          | Hípica             | Doma ind.                        |
| Alwin Schockemöhle (Warwick Rex) Hans Günter Winkler (Trophy) Sönke Sönksen (Kwepe) Paul Schockemöhle (Agent) | Hípica             | Saltos por eqs.                  |
| Karl Schultz (Madrigal) Herbert Blöcker (Albrant) Helmut Rethemeier (Pauline) Otto Ammermann (Volturo)        | Hípica             | Concurso completo por eqs.       |
| Günther Neureuther                                                                                            | Judo               | +93 kg M                         |
| Peter-Michael Kolbe                                                                                           | Remo               | Scull ind. (M1x) M               |
| Ulrich Lind                                                                                                   | Tiro               | Rifle en posición tendida 50 m M |
| Bronce |                    |                                  |
| Paul-Heinz Wellmann                                                                                           | Atletismo          | 1500 m M                         |
| Klaus-Peter Hildenbrand                                                                                       | Atletismo          | 5000 m M                         |
| Bernd Herrmann Franz-Peter Hofmeister Lothar Krieg Harald Schmid                                              | Atletismo          | 4 × 400 m M                      |
| Inge Helten                                                                                                   | Atletismo          | 100 m F                          |
| Reinhard Skricek                                                                                              | Boxeo              | Welter (67 kg) M                 |
| Eberhard Gienger                                                                                              | Gimnasia artística | Barra fija M                     |
| Reiner Klimke (Mehmed)                                                                                        | Hípica             | Doma por ind.                    |
| Karl Schultz (Madrigal)                                                                                       | Hípica             | Concurso completo ind.           |
| Karl-Heinz Helbing                                                                                            | Lucha grecorromana | 68 kg M                          |
| Adolf Seger                                                                                                   | Lucha libre        | 82 kg M                          |
| Peter Nocke                                                                                                   | Natación           | 100 m libre M                    |
| Michael Kraus Walter Kusch Peter Nocke Klaus Steinbach                                                        | Natación           | 4 × 100 m estilos M              |
| Thomas Strauß Peter van Roye                                                                                  | Remo               | Dos sin timonel (M2-) M          |
| Hans-Johann Färber Siegfried Fricke Ralph Kubail Peter Niehusen Hartmut Wenzel                                | Remo               | Cuatro con timonel (M4+) M       |
| Edith Eckbauer Thea Einöder                                                                                   | Remo               | Dos sin timonel (W2-) F          |
| Werner Seibold                                                                                                | Tiro               | Rifle en tres posiciones 50 m M  |
| Jörg Schmall Jörg Spengler                                                                                    | Vela               | Tornado M                        |